# Panhard Dyna Junior
El Panhard Dyna Junior es un pequeño automóvil deportivo construido por Panhard en Francia desde 1952 hasta 1956. Se ofreció inicialmente como roadster y luego como cabriolet. Se construyeron poco más de 4.700 unidades.

## Desarrollo
A principios de 1951, Joseph Bell (JB) Ferguson se dirigió a Panhard con una propuesta para construir un automóvil deportivo pequeño para el mercado estadounidense. Ferguson, hermano de Harry Ferguson (famoso por el desarrollo de los tractores modernos), había emigrado a los EE. UU. y en 1951 dirigía Fergus Motors, con sede en Nueva York, importando y revendiendo distintos tipos de automóviles europeos, incluidos los modelos de Panhard, que se sumó al proyecto con el apoyo financiero de Ferguson.
Para reducir los costos de diseño y acelerar el desarrollo, el Dyna Junior se construyó con el chasis y el tren delantero del Dyna X.
Panhard contrató a la compañía Di Rosa y a su diseñador jefe, Albert Lemaitre, para diseñar la carrocería y construir un prototipo. Di Rosa, conocida principalmente por su trabajo en camiones y autobuses, pudo completar el primer prototipo con carrocería de aluminio en solo unos meses. El automóvil tenía una sola puerta en el lado del conductor y un parabrisas plegable. Jean Panhard revisó el coche y solicitó numerosos cambios. Ferguson, que había recibido fotografías del prototipo, se retiró del proyecto. En muy poco tiempo estuvo listo un segundo prototipo que fue aprobado por Panhard, y se encargaron diez ejemplares de preproducción.
Panhard planeó originalmente construir solo 500 unidades del Dyna Junior, pero decidió aumentar la producción en respuesta a la demanda. Para adaptar el automóvil a mayores volúmenes de producción y reducir costos, se decidió que el Junior de producción en serie tendría una carrocería de acero en lugar de una de aluminio. Este cambio aumentó el peso del automóvil en más de 100 kg (220,5 lb).
El automóvil debutó en el Salón del Automóvil de París en octubre de 1951 y las ventas comenzaron oficialmente a principios del año siguiente. La producción del automóvil se realizó inicialmente en la fábrica de Di Rosa, que no pudo satisfacer la demanda del vehículo, y Panhard trasladó la línea de ensamblaje del Junior a su fábrica en Orleans. Di Rosa cerraría poco después.
El Dyna Junior se caracterizó por líneas simples y pocos adornos. La decoración exterior se limitó a la parrilla heredada del Dyna X. El automóvil tenía bisagras expuestas en el borde posterior de las dos puertas de pasajeros que se abrían al estilo "suicida". No había manijas externas en las puertas, por lo que abrir la puerta requería alcanzar el pestillo interior a través de las ventanas laterales deslizantes de plástico. Tampoco había tapa de maletero externa, y se accedía al compartimento trasero abatiendo el respaldo del asiento de banco de dos plazas. El interior era espartano, con un solo cuadrante montado en el centro para el velocímetro y una palanca de cambios saliendo del tablero como en el Dyna X.
A pesar de tener solo 25,7 kW (34,5 HP), el rendimiento, el manejo, el ahorro de combustible y el precio de compra asequible del automóvil hicieron que el Junior fuera popular entre los compradores de automóviles más jóvenes.

## Especificaciones y cambios de año de modelo

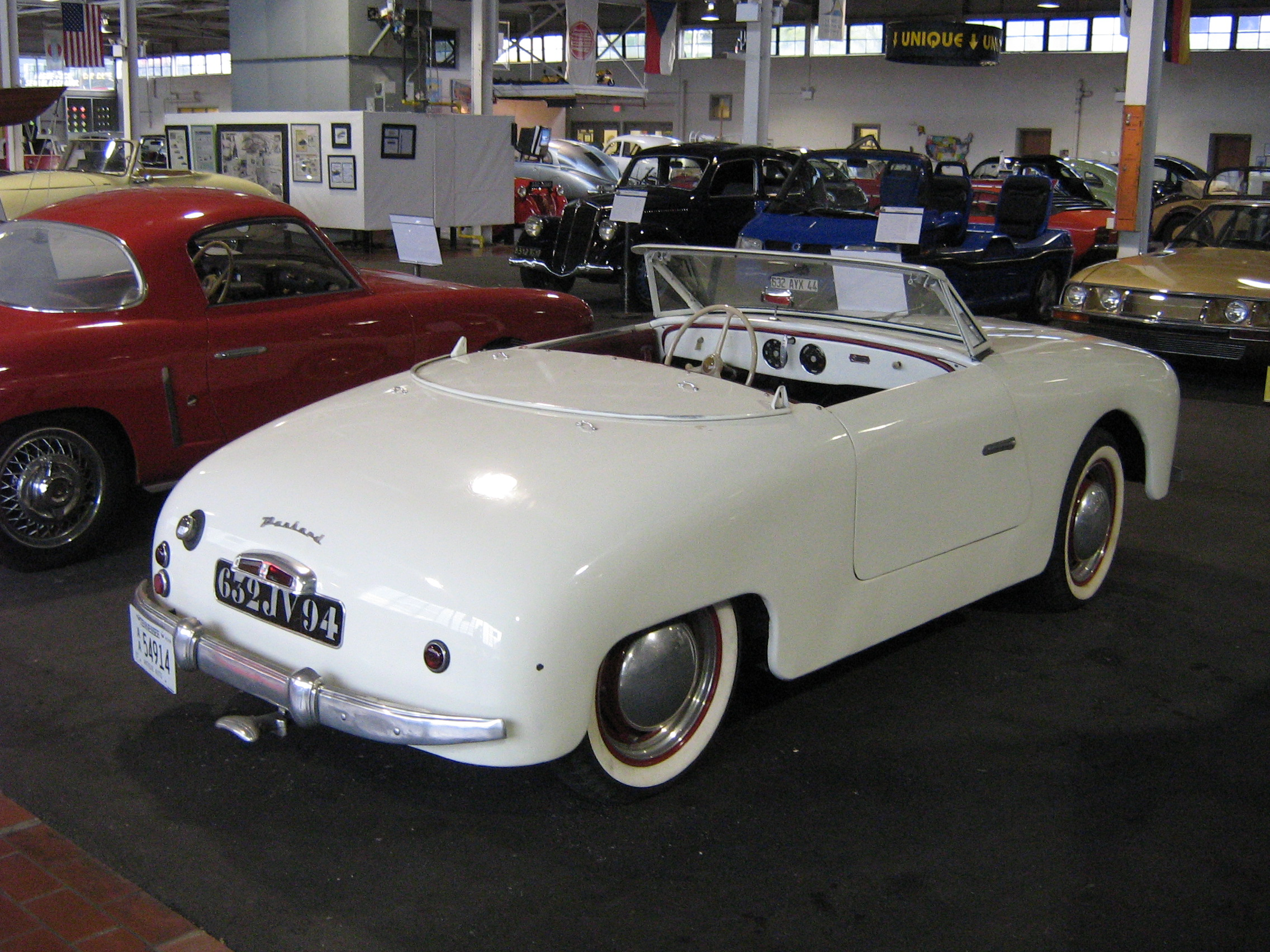
Dyna Junior. Vista de tres cuartos posterior

El Dyna Junior usaría dos versiones del chasis Dyna X en su historial de producción. Los primeros Junior usaban el chasis X86 del Dyna X 120, mientras que los modelos posteriores usaban el chasis X87 del Dyna X 130. Esta plataforma le dio al Junior una distancia entre ejes de 2127 mm (83,7 plg) y vías delanteras y traseras de 1220 mm (48,0 plg).
La suspensión delantera era independiente, con ballestas transversales superior e inferior, mientras que la trasera era un eje arrastrado rígido con pivote central y barras de torsión. Los amortiguadores eran unidades hidráulicas Houdaille y los frenos eran tambores de nueve pulgadas en las cuatro ruedas. Los neumáticos delanteros y traseros eran de 145x400. El transeje contenía la caja de cambios manual de cuatro velocidades del Dyna X.
El coche estaba propulsado por el motor bóxer OHV de dos cilindros refrigerado por aire diseñado por Louis Delagarde. Las primeras unidades usaban el motor GM750 SS3 de 745 cm³ (45,5 plg³) que producía 24,3 kW (32,6 HP) a 5000 rpm, dando una velocidad máxima de 120 km/h (74,6 mph). El motor GM750 Sprint que rendía 26,5 kW (35,5 HP) a 5000 rpm con el mismo desplazamiento era una opción extra.
En abril de 1952 estuvo disponible el motor GM850 de 851 cm³ (51,9 plg³) y 38 CV, un propulsor más grande que rendía 27,9 kW (37,4 HP), elevando la velocidad máxima a 125 km/h (77,7 mph). También se podía solicitar la versión GM 850 S 40 CV Sprint de este motor, que rendía 30,9 kW (41,4 HP) a 5000 rpm.
En febrero de 1953 se amplió la gama del Junior con una versión descapotable que venía con manijas exteriores de las puertas y ventanas laterales de vidrio con alzacristales de manivela en lugar de las ventanillas deslizantes de plástico del roadster. En marzo, el Junior comenzó a utilizar el chasis del X87 y se instaló un banco corrido de tres plazas.
En 1954, la parrilla del Dyna X fue reemplazada por una abertura ovalada más simple con un travesaño de aluminio similar al del Dyna Z y el panel de instrumentos se actualizó a dos diales. En marzo de 1954 se cambiaron los parachoques, y en junio de aquel mismo año se retiraron las versiones de 745 cc.
En 1955, el automóvil se ofreció con un sobrealimentador MAG opcional que elevaba la potencia a 60 hp y la velocidad máxima a 145 km/h. En marzo, el roadster se eliminó de la gama.
La producción del Panhard Dyna Junior cesó en abril de 1956.

## Comparación de modelos
| Modelo               | X 86                            | X 86 Sprint                     | X 87                            | X 87 Sprint                     |
| -------------------- | ------------------------------- | ------------------------------- | ------------------------------- | ------------------------------- |
| Fechas de producción | agosto de 1952 a junio de 1954  | febrero 1952 a junio de 1954    | agosto de 1952 a abril de 1956  | agosto de 1952 a abril de 1956  |
| Motor                | 2 cilindros, bóxer de 4 tiempos | 2 cilindros, bóxer de 4 tiempos | 2 cilindros, bóxer de 4 tiempos | 2 cilindros, bóxer de 4 tiempos |
| Cilindrada           | 745 cm³ (45,5 plg³)             | 745 cm³ (45,5 plg³)             | 851 cm³ (51,9 plg³)             | 851 cm³ (51,9 plg³)             |
| Caballos fiscales    | 4 CV                            | 4 CV                            | 5 CV                            | 5 CV                            |
| Potencia             | 24 kW (32,2 HP)                 | 27 kW (36,2 HP)                 | 29 kW (38,9 HP)                 | 31 kW (41,6 HP)                 |

## Unidades especiales
Tanto el Panhard Dyna X como el Dyna Junior se utilizaron como base para otros vehículos de producción limitada. Los especiales que se basaron en el Junior incluyen los siguientes coches:
- El carrocero Pichon-Parat construyó una treintena de unidades de una versión cupé de techo fijo del Dyna Junior que seguía muy de cerca la apariencia del original.[10] La misma empresa también diseñó una carrocería más aerodinámica que podía usar el chasis de un Dyna X o Junior, según los deseos del cliente. Se construyeron alrededor de 60 de estos coches, denominados Dolomites, y la producción continuó hasta 1956.[11]

- El Panhard Rafale, diseñado por Carmétall y distribuido por Dijon Tourisme, era un pequeño cupé construido sobre el chasis del Dyna Junior con una carrocería de aleación ligera.[12][13]

- El importador estadounidense de Panhard, Robert Perreau, encargó al diseñador Howard "Dutch" Darrin que construyera un Dyna Junior con carrocería única y personalizada. Este automóvil se exhibió en el Salón del automóvil de Los Ángeles en octubre de 1953 en el estand de Panhard y luego se envió a Francia para que Panhard lo revisara. El proyecto no llegó a la línea de producción.[14][15]

- Don Racine construyó y compitió con el especial Junior con guardabarros exteriores "Aardvark" en distintas pruebas de la SCCA a partir de mediados de la década de 1950.[16] Después de haber caído en el olvido, el automóvil fue localizado y restaurado.[17][18]: 133

- Si bien la mayoría de los Devin Panhard se construyeron sobre un chasis personalizado, algunos utilizaron parte del bastidor del Panhard Dyna Junior junto con su motor y su transmisión.[19][18]: 61

- El carrocero Ghia-Aigle de Lugano, Suiza, construyó un cupé con carrocería de aleación basado en un chasis Dyna Junior que se mostró en el Salón del Automóvil de Ginebra de 1954.[20][21]

- El carrocero belga Albert D'Ieteren presentó un Dyna Junior con carrocería cupé personalizada en el Salón del Automóvil de Bruselas en 1954.[22] Solo se construyó uno.

- Los especiales de Nichols Panhard eran una serie de automóviles construidos en el sur de California por Murry Nichols usando motores y chasis del Dyna Junior.[23][18]: 209

- El Fairchild especial fue un coche construido por Jerry Fairchild con una carrocería de Murry Nichols. Algunos lo consideran un "Nichols especial". El automóvil tenía un chasis personalizado que usaba tanto el bloque del motor como la suspensión de un Dyna Junior. El motor se modificó ampliamente y se adaptó para usar inyección de combustible y árboles de levas en cabeza dobles. En algún momento también tuvo un sobrealimentador como el que se usó en los Junior posteriores.[24][25]

## Compitiendo con el Dyna Junior
- Un Dyna Junior participó en el Tour de Francia Automovilístico de 1953, donde ocupó el puesto 14.[26]
- Un Dyna Junior conducido por Georges Trouis y Jacques Blanchet compitió en los 1000 km de Nürburgring de 1953, donde quedaron en la posición 22.[27]
- Distintos Dyna Junior y especiales basados en el Junior participaron en carreras en Europa y América a finales de la década de 1950.[28][29]
- El Fairchild especial ganó la Clase H-Modificada del California Sports Car Club en el Campeonato de la Costa del Pacífico en 1958 y 1959; y quedó segundo en la categoría H-Modificado de la SCCA en 1958.